# Station Somerleyton
Somerleyton is een spoorwegstation van National Rail in Somerleyton, Waveney in Engeland. Het station is eigendom van Network Rail en wordt beheerd door Greater Anglia. 